# نوبوهيرو تاكيدا
نوبوهيرو تاكيدا (武田 修宏) (ولد 10 مايو 1967) هو لاعب كرة قدم ياباني سابق، شارك في كأس آسيا 1992.

## روابط خارجية
- نوبوهيرو تاكيدا على موقع رابطة كرة القدم اليابانية للمحترفين (اليابانية)
- نوبوهيرو تاكيدا على موقع قاعدة بيانات كرة القدم.إي يو (الإنجليزية)
- نوبوهيرو تاكيدا على موقع ناشيونال فوتبول تيمز (الإنجليزية)
- نوبوهيرو تاكيدا على موقع عالم كرة القدم.نت (الإنجليزية)

1. ↑  "معلومات عن نوبوهيرو تاكيدا على موقع national-football-teams.com". national-football-teams.com. مؤرشف من الأصل في 2020-03-14.
2. ↑  "معلومات عن نوبوهيرو تاكيدا على موقع vip-times.co.jp". vip-times.co.jp. مؤرشف من الأصل في 2019-12-15.
3. ↑  "معلومات عن نوبوهيرو تاكيدا على موقع data.j-league.or.jp". data.j-league.or.jp. مؤرشف من الأصل في 2017-10-02.

نوبوهيرو تاكيدا على فرق كرة القدم الوطنية.كوم